# 十字屋証券
十字屋証券株式会社（Juujiya Securities co.ltd.）は、東京都中央区にかつて存在した日本の証券会社。
三代目の安陽太郎は中小証券の顔役であったが、時代の変化による証券仲介業の限界とリーマン・ショック後の株価低迷で証券業としては廃業を決め、十字屋ホールディングスという投資顧問会社になった。
1933年、クリスチャンであった創業者の安常三郎が、信仰にちなみ「十字屋商店」と命名したことに由来する。
1948年、「十字屋証券株式会社」と名称変更。
2012年3月、金融庁の金融商品取引業の登録を取り消し、証券業を廃業した。

## 概要
- 企業名　十字屋証券株式会社
- 代表者　取締役社長　安陽太郎
- 創業　1933年4月
- 設立　1948年4月
- 資本金　6億7,500万円
- 本社所在地　東京都中央区日本橋茅場町1-6-17
- 証券業務登録番号　関東財務局長(金商) 第89号

## 沿革
- 昭和8年4月 - 十字屋商店創業、公社債現物売買を営む（創業者：安常三郎、店主 安弘一郎）。
- 昭和15年4月 - 主務大臣より有価証券業の免許を受ける。
- 昭和15年7月 - 東京株式取引所取引員の認可を受ける。
- 昭和23年4月 - 十字屋証券株式会社に組織変更。資本金100万円（社長：安弘一郎）。
- 昭和24年4月 - 東京証券取引所設立と同時に正会員となる。
- 昭和39年12月 - 資本金1億200万円に増資。
- 昭和43年4月 - 証券会社免許制度実施と同時に証券業1号・2号・4号免許取得。
- 昭和52年10月 - 本店ビル竣工。
- 昭和56年11月 - 資本金2億400万円に増資。
- 昭和57年12月 - 安弘一郎が取締役会長に就任、安陽太郎が取締役社長に就任。
- 昭和59年8月 - 資本金3億5,000万円に増資。
- 昭和61年2月 - 証券業3号免許取得。
- 昭和63年8月 - 資本金6億7,500万円に増資。
- 平成元年6月 - 外貨取り扱い指定証券会社資格取得。
- 平成13年8月 - ディーリング部門 新設。
- 平成15年4月 - 創業70周年を迎える。
- 平成17年4月 - アセット・アドバイザー部門を新設。
- 平成17年7月 - 投資銀行業務部門を新設、新規事業推進部門を新設。
- 平成24年3月 - 金融庁の金融商品取引業の登録を取り消し、証券業を自主廃業。

## 株主
- 安陽太郎
- 安治郎
- 十字屋証券 持株会
- 大和証券投資信託委託（株）
- （株）三井住友銀行
- （株）みずほコーポレート銀行
- （株）大和証券 グループ本社
- 朝日生命保険（相）
- （株）大和総研
- 大和住銀投信投資顧問（株）
- 中央三井信託銀行（株）
- サンリオ自動車リース（株）